# Benito Espinós

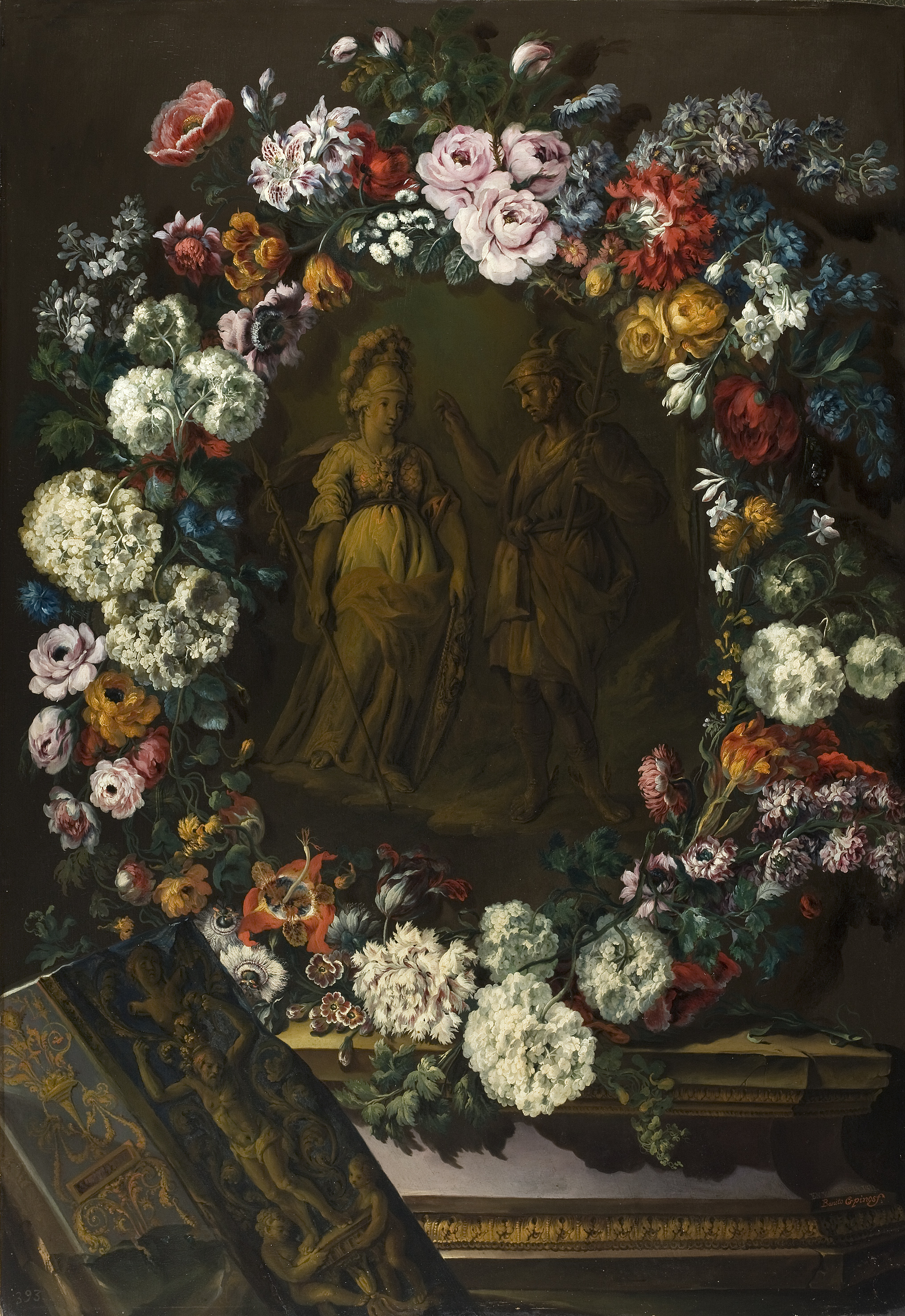
Guirnalda de flores con Minerva y Mercurio, 1811, óleo sobre lienzo, 100 x 70 cm, Madrid, Museo del Prado.

Benito Espinós (Valencia, 1748-1818) fue un pintor español de flores y guirnaldas.

## Biografía
Hijo de José Espinós, pintor y grabador, se formó en el taller de su padre donde se especializó en la pintura de modelos decorativos para la fábrica de tejidos que los Cinco Gremios Mayores de Madrid tenían establecida en Valencia. En 1784 fue nombrado director de la Escuela de Flores y Ornatos integrada en la Real Academia de Bellas Artes de San Carlos, cuya función era precisamente la de proporcionar los diseños para la industria sedera. Por mediación del conde de Floridablanca recibió también encargos para la corte. En 1788 viajó a Madrid con objeto de regalar cinco de sus pinturas al futuro Carlos IV a quien, ya rey, visitó de nuevo en 1802. Tras sufrir una apoplejía que le hizo perder la visión de un ojo, en 1815 obtuvo la jubilación de sus funciones docentes en la Academia de San Carlos, cargo desde el que ejerció notable influencia sobre el numeroso grupo de pintores valencianos dedicados a la pintura de ornatos florales, entre los que pueden ser recordados Miguel Parra y José Romá.
En su producción, muy abundante y de composición clásica, en la que se distingue una primera etapa de fondos claros, pueden encontrarse desde elaboradas guirnaldas con figuras y ornatos arquitectónicos, como la Guirnalda de flores con Minerva y Mercurio del Museo del Prado, jarrones de cristal desbordantes de flores o espontáneos estudios del natural, como el Ramo de azahar de la Real Academia Catalana de Bellas Artes de San Jorge.